# Vlag van Cabinda

Vlag van Cabinda

Vlag van Cabinda
(Ontwerp van het FLEC)

De vlag van Cabinda is een oranje-wit-zwarte driekleur, voor de Angolese provincie Cabinda.
Het Frente para a Libertação do Enclave de Cabinda FLEC verklaarde Cabinda op 1 augustus 1975 onafhankelijk van Portugal. Deze onafhankelijkheid werd door Angola niet erkend, dat het gebied enkele maanden later weer innam. In de periode dat Cabinda de facto onafhankelijk was, gebruikte het een andere vlag dan de hier genoemde.